# Парк обласної лікарні (Полтава)
Парк обласно́ї ліка́рні  — ботанічна пам'ятка природи місцевого значення в Україні. Розташований у межах міста Полтава, на вулиці Шевченка, 23. 
Площа 13 гектарів. Статус присвоєно згідно з рішенням облвиконкому № 531 від 13.12.1975 року. Перебуває у віданні: Полтавська обласна клінічна лікарня імені М. В. Скліфосовського. 
Статус присвоєно для збереження мальовничого парку, закладеного на поч. XIX ст. Зростають понад 70 дерев дуба звичайного, липи серцелистої, гіркокаштану звичайного віком 150-200 років. 

## Фотографії

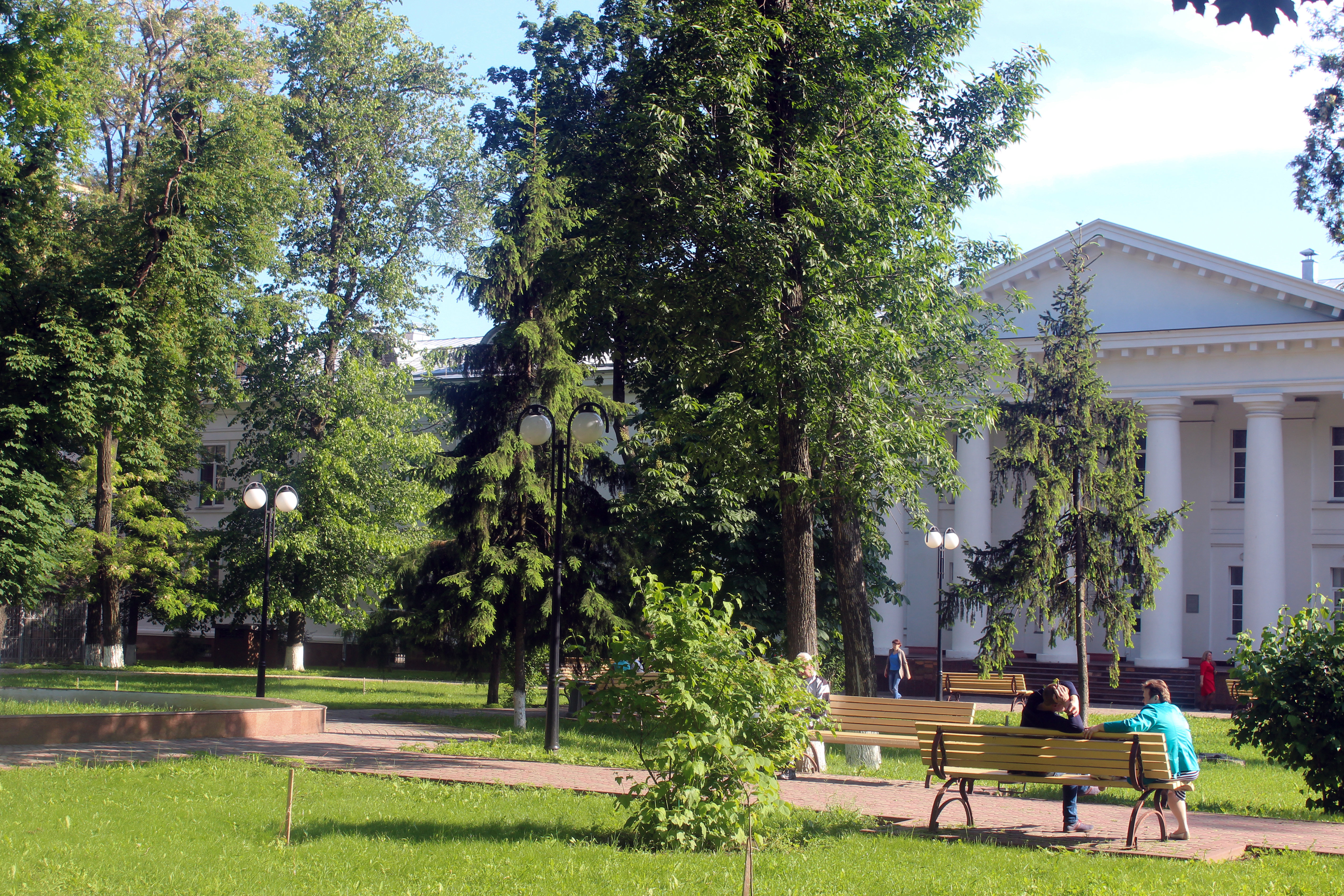
Біля головного корпусу лікарні
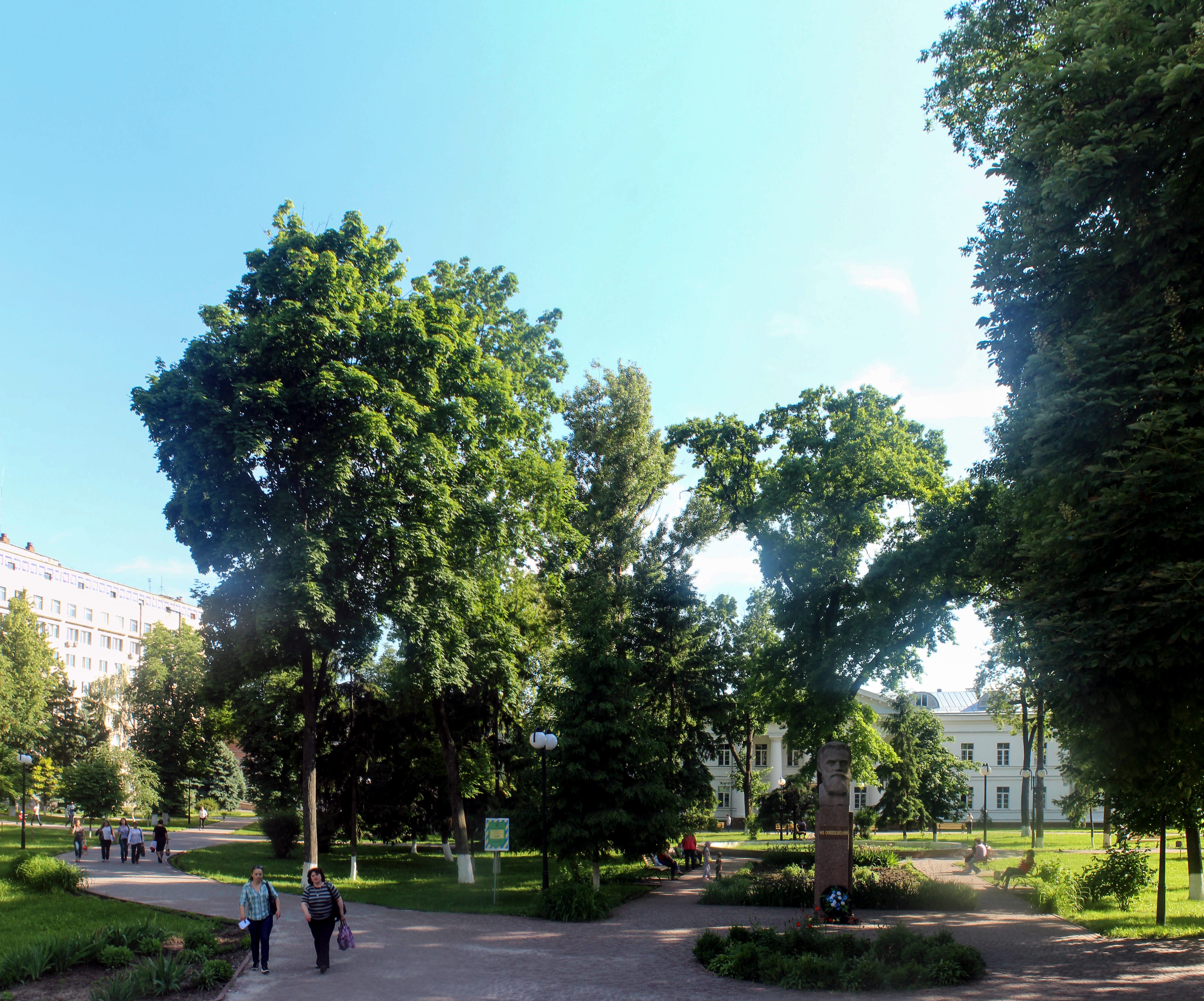
Біля пам'ятника Скліфосовському
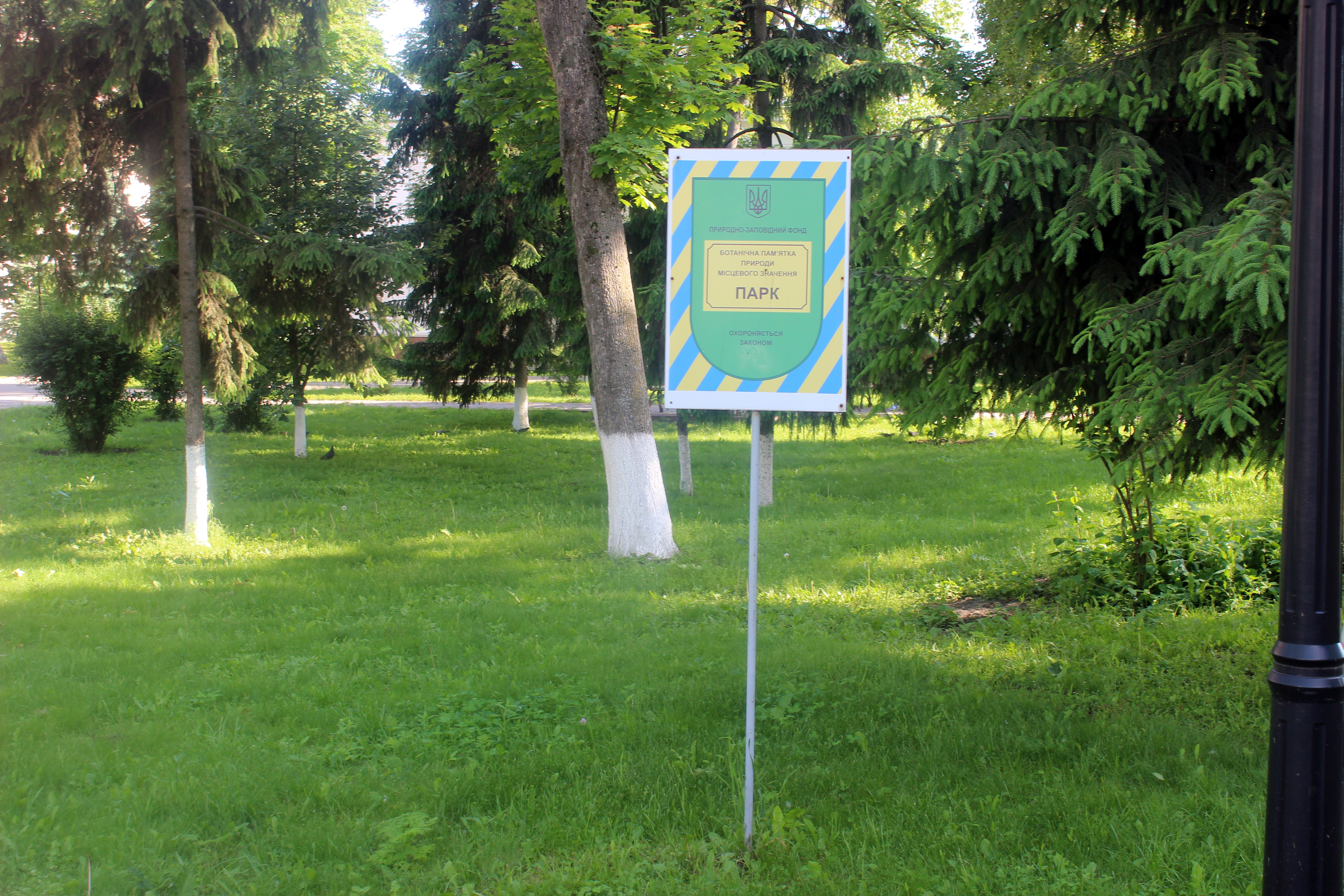
Природоохоронна таблиця
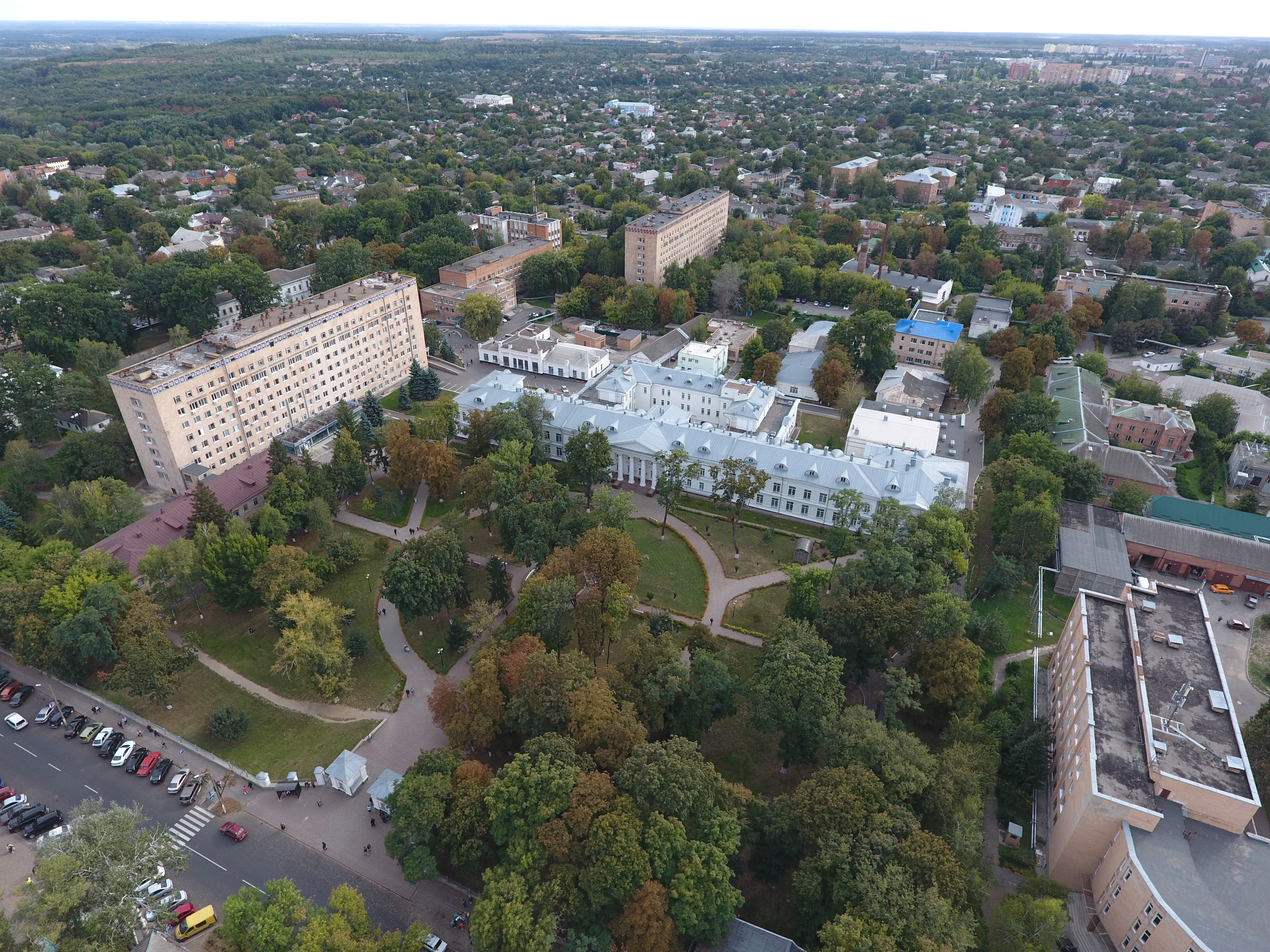
Парк з висоти пташиного польоту